# Піхівка (річка)
Піхівка, Рекша — річка в Україні у Вишгородському районі Київської області. Права притока річки Дніпра (басейн Дніпра).

## Опис
Довжина річки 18 км, похил річки 2,3 м/км, площа басейну водозбору 61,8 км², найкоротша відстань між витоком і гирлом — 14,91 км, коефіцієнт звивистості річки — 1,21. Формується декількома струмками. Річка тече переважно болотистою місциною.

## Розташування
Бере початок на північно-східній стороні від села Гута-Катюжанська. Тече переважно на південний схід через урочище Великий Мох, через північну околицю селища Димер, через урочище Дідове Болото і у селі Глібівка впадає в річку Дніпро.

## Цікаві факти
- На правому березі річки розташована Димерська районна лікарня[3].